# بطولة أوروبا لألعاب القوى 2026
بطولة أوروبا لألعاب القوى 2026 (بالإنجليزية: 2026 European Athletics Championships)‏ هي بطولة أوروبا لألعاب القوى السابعة والعشرون في الفترة من 10 إلى 16 أغسطس 2026 في ملعب ألكسندر بمدينة برمنغهام، المملكة المتحدة.
هذه هي المرة الأولى التي تستضيف فيها مدينة بريطانية بطولة أوروبا لألعاب القوى، على الرغم من أن برمنغهام استضافت العديد من الفعاليات البارزة، بما في ذلك بطولة أوروبا لألعاب القوى داخل الصالات المغلقة لعام 2007، وبطولة العالم لألعاب القوى داخل الصالات المغلقة لعامي 2003 و2018، ودورة ألعاب الكومنولث لعام 2022. تم تجديد ملعب ألكسندر بين عامي 2019 و2022، ويضم مدرجين دائمين يتسعان لـ 18,000 متفرج، مع إمكانية توسيعه إلى 40,000 متفرج في الفعاليات الكبرى.
في 11 نوفمبر 2022، اختار الاتحاد الأوروبي لألعاب القوى مدينة برمنغهام في اجتماع مجلسه الذي عُقد في وارسو، بولندا. وقد تم اختيار المدينة البريطانية بعد انسحاب العاصمة المجرية بودابست من المنافسة. في وقت سابق، في يونيو 2022، أعلن الاتحاد الأوروبي لألعاب القوى أن بطولة أوروبا لألعاب القوى 2026 ستقام كحدث مستقل منفصل عن بطولة أوروبا متعددة الرياضات، والتي أقيمت آخر مرة كجزء منها في عامي 2018 و2022.